# Tani Scala
Tani Scala est un chef d'orchestre français d'origine napolitaine, né le 3 janvier 1915 et mort à Avignon le 28 février 1986.
Il est connu comme compositeur de tangos.

## Biographie
Tani Scala est né à Naples le 3 janvier 1915. Il passe les premières années de sa jeunesse à Brescia et se montre, très tôt, particulièrement doué pour la musique. Comme de nombreux italiens, il arrive en France avec toute sa famille. Naturalisé français, il débutera à Paris en tant que bandonéoniste avec Mario Melfi, puis il part en tournée en Suisse avec Manuel Pizarro et Canaro et retourne à Paris pour jouer avec Bachicha…
Fait prisonnier pendant la guerre, il compose durant sa captivité un grand nombre de tangos qui, par la suite, deviendront des succès.
Après la Libération, en 1946, Tani Scala qui est devenu l'un des maîtres du tango français de l'après-guerre rencontre le chanteur Jean Raphaël chez Odeon, label pour laquelle les deux artistes enregistrent. Durant les années 1946 et 1947, Jean Raphaël grave de nombreux 78 tours avec l'orchestre de Tani Scala et son pianiste Guy Dejardin dit "Tristan Carol" musicien de grand talent également, arrangeur et orchestrateur des ensembles Ray Ventura et Raymond Legrand (père de Michel Legrand).
Marcel Azzola, bandonéoniste dans les formations de tangos assez réputées comme celles de Ramon Mendizabal ou de José Lucchesi, rendu célèbre par le fameux « chauffe Marcel ! » lancé par Jacques Brel lors de l'enregistrement de Vesoul, rejoint la formation de Tani Scala.
Pendant cinq ans, l'orchestre de Tani Scala fera, toujours avec Jean Raphaël, les beaux jours du "Massif central", cabaret rue Basfroi, dans le quartier de la Roquette, à Paris ainsi que "Sa majesté", chez Ledoyen aux Champs-Élysées.
Par la suite, Tani Scala et sa formation tango sillonneront les routes de France, d'Italie, d'Allemagne, de Suisse… où ils joueront, dans les casinos et les hôtels les plus huppés, une musique de grande qualité appréciée par les danseurs comme par les mélomanes.
Hergé, le créateur de Tintin, grand admirateur de sa musique, lui rendra hommage en le citant dans On a marché sur la Lune.
Compositeur de talent et musicien d'une grande finesse, Tani Scala est, sans aucun doute, le créateur en France du tango moderne conciliant la danse et le plaisir de l'écoute [citation nécessaire]. Les tangos-mélodies se retrouvent en bonne compagnie avec les "classiques" argentins et cette cohabitation a contribué au succès de Tani Scala [citation nécessaire].
Il prend sa retraite en 1976 et décède à Avignon le 28 février 1986.

## Compositions les plus célèbres
- Sortilèges nocturnes
- Son arc en ciel
- Tango symphonique
- Bambinell...a
- Marionnettes
- Mélodie pour toi
- Tu barco y el mar
- Tango para Catalina
- Tango para Maya
- Rio Gallegos

etc.

## Discographie
CD et 33 tours :
- Les plus beaux tangos et pasos dobles : Tani Scala et Antonio Rovira (Collection Chouette).
- Bouquet de tangos (CBS).
- Paso-dobles et tangos (CBS).
- Les grands tangos (CBS).
- Tangos confidences (Odeon).
- Vingt ans de tango (Odeon).
- Tangos argentins (Marignan).
- Les plus célèbres tangos de Tani Scala (Odeon).
- Tango a Napoli (disques Bal).
- Les plus beaux tangos du monde (Versailles).
- Tangos d'un soir (I.L.D).
- Une cinquantaine de 78 tours principalement chez Odeon.